# Johann Dolanski
Johann Dolanski (* 5. Jänner 1889 in Groß Steurowitz; † 25. Dezember 1966 in Wien) war ein österreichischer Bauingenieur, Techniker und Autor.

## Leben
Nach der Matura studierte er an der Deutschen Technischen Hochschule in Brünn, wo er seinen Abschluss als diplomierter Bauingenieur machte. Im Ersten Weltkrieg musste er einrücken und war längere Zeit in Polen stationiert. 1928 übersiedelte er nach Wien. Seit jeher von der Wissenschaft fasziniert, befasste er sich mit so unterschiedlichen Bereichen wie der Konstruktion landwirtschaftlicher Maschinen und der Entwicklung von Medikamenten.
Gewisse Bekanntheit erlangte er in den 1960er-Jahren als Autor einer Schrift zum Innenweltkosmos. Johann Dolanski starb im Alter von 77 Jahren an Leukämie.

## Die Dolan-Theorie
Auf Basis der Publikationen von Karl Neupert und Johannes Lang, deren Texte während der NS-Zeit starke Verbreitung fanden, begann Johann Dolanski, sich eingehend mit dem Konzept eines Innenweltkosmos zu beschäftigen.
1956 publizierte er erstmals eine Broschüre, in welcher er seine Dolan-Theorie vorstellte. 1963 kam eine zweite, inhaltlich erweiterte Auflage von Das Weltall, wie es wirklich ist heraus. Wesentliche Unterschiede in technischer Hinsicht zu den Theorien von Neupert und Lang beziehen sich darin etwa auf die Erklärung der Erdanziehung (statt eines „Strahlendruckes“ werden Zentrifugalkräfte auf einer um zwei Achsen gleichzeitig rotierenden Erdschale angenommen) oder das Phänomen der Lichtbrechung in der Atmosphäre.